# ستيفن مكافري
ستيفن مكافري (بالإنجليزية: Stephen McCaffrey)‏ هو عالم قانوني أمريكي، ولد في 1945.